# Sulla strada, a mezzanotte
Sulla strada, a mezzanotte, conosciuto anche come Senza possibilità di fuga (Midnight Ride) è un film statunitense del 1990, diretto da Bob Bralver e con protagonisti  Michael Dudikoff, Mark Hamill, Savina Geršak e Robert Mitchum.

## Trama
Lara, una casalinga scontenta e infelice, è sposata con Lawson, un agente di polizia coraggioso, solerte e del tutto assorbito dal lavoro. La donna si sente trascurata, per cui decide di lasciare il poliziotto. Decide così di raggiungere una sua amica fuori città e parte nel cuore della notte. Durante il viaggio incontra un tale Justin al quale offre un passaggio. Lara non tarda a capire che lo sconosciuto in realtà è un pericoloso psicopatico con tendenze omicide. Sarà proprio il marito abbandonato a mettersi sulle tracce della donna, sperando di riuscire a salvarla prima che sia troppo tardi.